# Ботанический сад-институт ДВО РАН
Ботанический сад-институт Дальневосточного отделения Российской Академии наук (БСИ ДВО РАН) — крупнейший ботанический сад на Дальнем Востоке России. Расположен в черте города Владивостока, в 19 км к северу от его центра. Имеет филиалы на острове Сахалин и в Благовещенске. Ботанический сад-институт является особо охраняемой природной территорией федерального значения.

## История
В 1896 году во Владивостоке членами Общества изучения Амурского края (ОИАК) был заложен небольшой ботанический сад с сорока видами древесных и кустарниковых пород местной флоры. В районе станции «Садгород» под Владивостоком в середине 1920-х годов заместитель председателя ОИАК профессор В. М. Савич заложил ботанический сад с биологической станцией при нём, стал его директором. Но и этот сад просуществовал недолго.
В первые годы после Великой Отечественной войны Академия наук СССР приступила к созданию сети академических ботанических садов по всей стране. В это время Дальневосточная база АН СССР и администрация Приморского края выступили с инициативой создания академического ботанического сада во Владивостоке. В 1946 году инициативу поддержало Бюро совета филиалов и баз АН СССР, и в пригороде Владивостока дальневосточными лесоведами профессором Б. П. Колесниковым и профессором Н. Е. Кабановым был подобран участок с хорошо сохранившимися чернопихтово-широколиственными и лиственными лесами. Именно он и был закреплён в 1948 году за новым ботаническим садом решением Владивостокского горсовета, а 24 февраля 1949 года И. В. Сталин утвердил решение Совета Министров РСФСР о выделении Дальневосточной базе АН СССР участка под строительство ботанического сада. Распоряжением Совета Министров СССР № 2909-р от 24 февраля 1949 года за Ботаническим садом была закреплена территория площадью 178 га. Эта дата является официальным днём образования Ботанического сада.
Цели и приоритеты создаваемого дальневосточного ботанического сада были определены Кабановым и утверждены АН СССР: «показ флоры и важнейших типов растительного покрова Дальнего Востока; показ путей, форм и образцов хозяйственной деятельности человека по переделке флоры и растительности; культурно-просветительная работа; научно-исследовательская работа по отдельным вопросам изучения флоры и растительности Дальнего Востока». Ботанический сад получил статус структурной единицы Дальневосточной научно-исследовательской базы АН СССР, почвенно-ботаническим сектором которой руководил его организатор — профессор Кабанов. Исполнение обязанностей первого заведующего ботаническим садом на общественных началах осуществлял сотрудник базы А. З. Коваленко.
В 1949 году на должность заведующего ботаническим садом была официально назначена Мария Алексеевна Скрипка, она же была и его единственным научным сотрудником. В это время была начата работа по созданию коллекций оранжерейных растений и декоративных растений открытого грунта. Долгое время штат сада не был укомплектован, происходила смена руководителей, на этом посту последовательно сменяли друг друга Василий Георгиевич Синегуб, Евгений Николаевич Литвинцев, Алексей Александрович Попов, Павла Валентиновна Кузина. Сотрудников с учёными степенями в ботаническом саду не было, но здесь периодически работали представители почвенно-ботанического сектора Дальневосточной научно-исследовательской базы АН СССР, в структуру которого сад входил до 1962 года. Позже, в связи с преобразованием этой базы в Дальневосточный филиал им. В. Л. Комарова АН СССР, ботанический сад вошёл в его структуру в качестве отдельного подразделения, непосредственно подчинённого президиуму филиала.
В 1966 году для руководства Садом была приглашена Людмила Николаевна Слизик — первый сотрудник, имевший учёную степень кандидата биологических наук. С её приходом оживилась научная деятельность, появились новые научные сотрудники и первые аспиранты. В это время в научных исследованиях большое внимание уделялось, прежде всего, изучению возможностей интродукции древесных растений, рассматривались вопросы интродукции дальневосточных видов за пределы ареала, с пограничных участков естественного распространения, из узколокальных рефугиумов.
С организацией Дальневосточного научного центра АН СССР в 1970 году Ботанический сад получил статус самостоятельного научного учреждения, директором которого был назначен Виктор Павлович Курьянов. Были организованы две научные лаборатории, в штате ботанического сада тогда числилось уже 14 научных сотрудников, в том числе шесть кандидатов наук. Научная деятельность сотрудников была направлена на изучение перспектив интродукции растений в условиях юга Приморского края, особенностей размножения декоративных растений, их использования в озеленении.
В 1974 году Ботанический сад возглавил кандидат сельскохозяйственных наук Андрей Фролович Журавков, который руководил учреждением более двадцати лет. Этот период стал временем активного строительства: в 1978 году был возведён лабораторный корпус, реконструирована фондовая оранжерея, огорожена территория, проложена дорожно-тропиночная сеть; многое было сделано для поддержания большого коллекционного материала. В этот период было развёрнуто широкомасштабное исследование редких и исчезающих растений, начато изучение дальневосточных лиан, выполнены исследования по биологии, экологии, морфологии хвойных Дальнего Востока.
К концу 1980-х годов в структуре Сада было четыре научные лаборатории: флоры Дальнего Востока, дендрологии, цветоводства, рекреационных лесов и ландшафтной архитектуры. В 1988 году решением президиума ДВО АН СССР утверждён самостоятельный учёный совет Ботанического сада. Постановлением президиума АН СССР в 1990 году учреждение получило статус научно-исследовательского института, работающего по трём основным научным направлениям:
1. биологические основы интродукции и акклиматизации растений;
2. антропогенные изменения растительного мира;
3. охрана генофонда флоры советского (российского) Дальнего Востока.

В 1996 году Ботанический сад возглавил доктор биологических наук Валерий Алексеевич Недолужко. По инициативе Недолужко начинается проведение научных конференций «Растения в муссонном климате», ставших регулярными, существенно возрастает публикационная активность сотрудников и издательская деятельность, устанавливаются прочные международные связи с ботаническими учреждениями мира. В 1998 году учреждению установлено официальное название — Ботанический сад-институт ДВО РАН (БСИ ДВО РАН).
В 2002 году, после кончины Недолужко, директором БСИ ДВО РАН был избран доктор биологических наук, профессор Александр Владимирович Галанин. Спустя два года решением Президиума ДВО РАН в состав Ботанического сада-института на правах филиалов были включены Амурский (город Благовещенск) и Сахалинский (город Южно-Сахалинск) ботанические сады.
Были организованы две лаборатории, в которых были развёрнуты исследования в области геоботаники и экспериментальной фитоценологии. В Ботанический сад-институт были привлечены специалисты, работавшие по фундаментальным проблемам биологии, таксономии, геоботанике. Большое внимание было уделено прикладной экологии. В эти годы особый акцент был сделан на развитие эколого-ботанического образования. По инициативе профессора Бориса Сергеевича Петропавловского в БСИ ДВО РАН стали проводить ежегодную городскую экологическую акцию «День рододендрона». Стали регулярными научные конференции «Растения в муссонном климате». БСИ ДВО РАН организует и ряд других конференций («Ритмы и катастрофы в растительном покрове Дальнего Востока», 2004, 2009; «Биоморфологические исследования в современной ботанике», 2007), которые собирают мировых и российских исследователей. Создан сайт Ботанического сада — botsad.ru. С 2007 года начинает выходить электронный журнал «Бюллетень БСИ ДВО РАН».
В эти годы научный потенциал БСИ ДВО РАН направлен на разработку биологических основ интродукции растений; охрану генофонда флоры российского Дальнего Востока, выявление закономерностей антропогенного изменения растительного мира. Ботанический сад-институт укрепил свои позиции как академический институт.
В 2010 году Ботанический сад-институт возглавил доктор биологических наук Павел Витальевич Крестов. Для БСИ ДВО РАН была сформулирована новая стратегическая задача — организация Дальневосточного центра по исследованию растений для решения комплексных задач в рамках разработок биотехнологии ускоренного воспроизводства лесных и сельскохозяйственных ресурсов востока Азии, выявления адаптивных генотипов хозяйственно значимых растений, видов, находящихся под угрозой исчезновения, и видов, устойчивых к неблагоприятным климатическим условиям, а также для сохранения генетического разнообразия растительной биоты как основы биобезопасности России.

### Руководители
- 1950—1952: Скрипка, Мария Алексеевна
- 1952—1958: Синегуб, Василий Георгиевич
- 1960—1963: Литвинцев, Евгений Николаевич
- 1963—1964: Попов, Алексей Александрович
- 1966—1969: Слизик, Людмила Николаевна
- 1970—1974: Курьянов, Виктор Павлович
- 1974—1996: Журавков, Андрей Фролович
- 1996—2000: Недолужко, Валерий Алексеевич
- 2002—2010: Галанин, Александр Владимирович
- с 2010: Крестов, Павел Витальевич

## Современность
В 2011—2012 гг. начато создание парка приборов, позволяющих на мировом уровне проводить исследования в области систематики и таксономии растений, биотехнологии, интродукции, экологии биосистем на разных уровнях организации — от молекулярного до экосистемного. Основу исследований составляют уникальные коллекционные фонды живых растений (более 5500 таксонов) из разных природно-климатических зон всех континентов и гербарий, в котором хранится более 70000 образцов, имеющий международный индекс VBGI.
Количество штатных работников БСИ ДВО РАН возросло и сейчас составляет 123 человека. Штатных исследователей — 64, в том числе 9 докторов и 25 кандидатов наук. Более половины работников БСИ ДВО РАН младше 39 лет. Ряд сотрудников института являются признанными в мире специалистами в областях систематики и таксономии растений, структурной ботаники, бриологии, геоботаники, лесоведения, лесной экологии, фитогеографии, членами редколлегий международных журналов (Phytocoenologia, Global Geobotany, Journal of Asia-Pacific Biodiversity, Journal of Forest and Environmental Science), входят в состав руководящих органов международных научных обществ (International Association for Vegetation Science), являются членами российских и зарубежных экспертных советов (Conservation of Arctic Flora and Fauna).
В настоящее время БСИ ДВО РАН переживает период бурного научного роста: наблюдается устойчивый рост публикационной активности. С 2012 года на английском языке издается рецензируемый журнал Botanica Pacifica. В настоящее время институт готов к выходу на международный рынок клонов хозяйственно ценных растений с заданными свойствами. Работа в этом направлении активизируется.
Международная деятельность БСИ ДВО РАН осуществляется в рамках дву- и многосторонних договоров с ботаническими садами и университетами США, Республики Корея, Китая, Монголии, Японии, странами Европейского союза. В 2012 году Ботанический сад-институт провёл рекордный для ДВО РАН по числу зарубежных участников симпозиум «Флора Восточной Азии и её роль в формировании растительного покрова мира», собравший более 50 российских и 64 зарубежных участников из 12 стран. БСИ ДВО РАН является членом Международного союза ботанических садов по охране растений (BGCI), Восточноазиатской сети ботанических садов и активно участвует в реализации общемировых программ. Международное сотрудничество проявляется в возрастающем обмене семенами растений с интродукционными центрами мира, во всё более значительном объёме совместных научных исследований с коллегами из других стран. На протяжении многих лет в составе лаборатории интродукции древесных растений работает группа семенного обмена, сотрудниками которой проводится обмен семенами с 59 российскими учреждениями, 31 учреждением из стран СНГ и со 128 зарубежными ботаническими садами и дендрариями. В соответствии с Международным соглашением по обмену семенами растений БСИ ДВО РАН ежегодно отправляет и получает около 1500 пакето-образцов семян.
БСИ ДВО РАН — центр экологического просвещения и образования с наивысшей для просветительских и туристических организаций Дальневосточного федерального округа посещаемостью — более 200 тыс. человек в год. Уникальные коллекционные фонды живых растений, участок естественной растительности служат основой для проведения научных исследований, а также работы по экологическому просвещению населения.
К настоящему времени БСИ ДВО РАН провёл интродукционные испытания тысяч видов, сортов и форм декоративных растений, собрал на своей территории уникальные живые коллекции, насчитывающие более 5,5 тыс. видов, сортов и форм растений всех регионов Земли и создал крупный региональный гербарий. За последние годы в БСИ ДВО РАН получены авторские свидетельства на целый ряд новых, устойчивых к неблагоприятному климату юга российского Дальнего Востока, сортов флоксов, роз, хризантем, ирисов, пионов и лилий.

## Цель и задачи
Целью деятельности Ботанического сада-института является решение фундаментальных научных проблем организации, функционирования, климатогенной динамики и эволюции растительного покрова.

#### Направления исследований
- изучение и сохранение генофонда флоры востока Азии;
- биологические основы интродукции растений;
- изучение адаптаций растений в условиях изменяющегося климата;
- изучение антропогенных и климатогенных изменений растительного покрова.

Главная стратегическая задача БСИ ДВО РАН до 2025 года — создание Дальневосточного центра по исследованию растений в рамках разработок биотехнологий ускоренного воспроизводства лесных и сельскохозяйственных ресурсов востока Азии, выявления адаптивных генотипов хозяйственно значимых растений и видов, находящихся под угрозой исчезновения, устойчивых к неблагоприятным климатическим условиям, а также сохранение генетического разнообразия растительной биоты для будущих поколений, формирование эколого-центристского мышления как основы биобезопасности России.
Задачи деятельности БСИ ДВО РАН:
- изучение адаптивных стратегий, экологических и хорологических особенностей растений востока Азии в условиях глобального изменения окружающей среды;
- разработка теоретических основ и методов сохранения генофонда растений;
- разработка эффективных методов интродукции и селекции хозяйственно ценных видов растений в разных климатических условиях востока Азии;
- разработка технологий клонального микроразмножения растений, изучение особенностей морфогенеза в культуре органов и тканей, получение и воспроизводство новых сортов в культуре in vitro , создание банка стерильных культур in vitro и сохранение природного и культурного фитогенофонда, генетический контроль полученных в культуре in vitro растений.

Одна из важных и перспективных областей деятельности БСИ ДВО РАН — сохранение особо ценных и значимых для развития России генетических ресурсов одной из богатейших флор мира — Восточноазиатской.

## Структура учреждения
В институте работает семь научных лабораторий, две из которых созданы в 2011—2012 гг.:
- Флоры Дальнего Востока;
- Интродукции древесных растений. Архивировано из оригинала 2 апреля 2015 года.;
- Интродукции цветочно-декоративных растений;
- Экологии растительного покрова. Архивировано из оригинала 3 апреля 2015 года.;
- Биотехнологии. Архивировано из оригинала 3 апреля 2015 года.;
- Тропических и субтропических растений;
- Криптогамной биоты.

БСИ ДВО РАН включает два удаленных обособленных подразделения: Амурский филиал в городе Благовещенске и Сахалинский филиал в городе Южно-Сахалинске.

## Территория и коллекции
Территория БСИ (169 га) на 90 % занята хорошо сохранившимися естественными растительными сообществами, типичными для уссурийской тайги (дальневосточные смешанные широколиственно-хвойные умеренные листопадные леса). Экскурсия по экологической тропе, проходящей по лесным массивам северного склона, позволяет составить общее впечатление о составе и сложной структуре тех хвойно-широколиственных лесов Южного Приморья, о которых писали Владимир Клавдиевич Арсеньев и Владимир Леонтьевич Комаров. Здесь имеется участок чернопихтово-широколиственного леса — самой богатой в видовом отношении лесной формации российского Дальнего Востока. Приятное удивление у посетителей вызывает наличие величественных 200-300-летних экземпляров кедра корейского и пихты цельнолистной в черте города. Массивы дубовых лесов, также расположенные на территории БСИ и в его окрестностях, могут служить примером пирогенной (под влиянием постоянных пожаров) деградации коренных хвойно-широколиственных формаций.
На лесной территории (без коллекционных участков) насчитывается 447 вид высших сосудистых растений, из них — 43 вида деревьев, 37 видов кустарников, 7 деревянистых и 7 травянистых лиан, 353 вида трав.
На экспозиционных участках и в коллекциях природной дальневосточной флоры собрано 800 видов, в том числе 120 редких и исчезающих растений, из которых 42 включены в «Красную книгу Российской Федерации». В естественных фитоценозах созданы резерваты 12 видов редких растений.
В БСИ организован Гербарий, в котором хранится 120 тыс. гербарных листов. Гербарная коллекция БСИ зарегистрирована в Международной системе гербариев Index Herbariorum и имеет свой международный индекс VBGI. Ежегодно гербарные коллекции БСИ пополняются на 3-4 тысячи листов. В коллекцию семян ежегодно поступают сотни образцов семян видов, перспективных для интродукции, отбираются десятки интересных форм растений, которые используются в селекционной работе.
В дендрарии сада собрана коллекция интродуцированных деревьев и кустарников, содержащая около 900 видов. В открытом грунте произрастает много интродуцированных видов голосеменных растений, в том числе: реликт мезозойской эры, современник динозавров гинкго двулопастное, реликт третичного периода тис остроконечный, эндем Сихотэ-Алиня микробиота, а также много видов можжевельника, сосны, ели, лиственницы, пихты и др. Все они могут использоваться в озеленении города Владивостока.
В Ботаническом саду к.б.н. Ириной Петровной Петуховой создана самая богатая в России коллекция магнолий в открытом грунте, насчитывающая 17 видов, 4 из которых ежегодно дают полноценные урожаи семян. Эти виды магнолий, создав соответствующий питомник, можно использовать при озеленении города Владивостока.
Коллекция цветочно-декоративных растений открытого грунта насчитывает свыше 1400 видов и сортов. В саду представлены крупнейшие на Дальнем Востоке России коллекции хризантем, ирисов, лилейников, нарциссов, тюльпанов, роз, георгин, флоксов, рододендронов, сиреней и других групп декоративных растений.
В результате многолетней работы по интродукции представителей различных ботанико-географических областей в БСИ собрана коллекция растений закрытого грунта, насчитывающая 830 видов, 305 родов, 102 семейства. В этой коллекции представлены растения из Южной, Центральной и Северной Америки, Австралии, Средиземноморья, Китая и Японии. Из них у нас ежегодно цветут 272 вида и плодоносят 50 видов.
Сотрудниками Сада выведено несколько десятков новых сортов декоративных растений (хризантемы, ирисы, лилейники и др.), на которые получены авторские свидетельства и патенты. С этими сортами и технологиями их выращивания жители города и края могли познакомиться в ходе целого ряда выставок, а также посещая Сад.
Ботанический сад открыт для посещения. Вход платный.
- Весна в ботаническом саду (2018)
- Водоём на территории сада
- В оранжерее
- Цветение рододендронов Шлиппенбаха

## Коллекции
- Коллекция декоративных древесных растений включает 394 сорта и таксона декоративных древесных растений открытого грунта. Наиболее крупные коллекции — сирени, рододендроны и магнолии.
- Коллекция рода хризантем. Включает 50 сортов российской и иностранной селекции, 20 видов и форм — представителей российской, корейской, японской и китайской природной флоры и их гибриды[3].
- Коллекция древовидных пионов. Первые 10 сортов древовидных пионов из префектуры Симане были переданы в дар Ботаническому саду в 2003 г. Летом 2005 г. были привезены ещё 10 сортов. В настоящее время коллекция представлена 22 сортами.
- Коллекция роз открытого грунта насчитывает более 240 сортов, относящихся к 17 садовым группам. Среди сортов такие, например, как «Проминент» (Prominent), «Аннеке Доренбос» (Anneke Dorenbos), «Генри Морзе» (Henri Morse), «Дортмунд» (Dortmund) и другие.
- Коллекция пионов насчитывает 114 сортов и 9 видов. Основу её (75 %) составляют махровые пионы: розовидные и полушаровидные — 60 %, корончатые — 15 %. На долю остальных садовых групп приходится 25 %: немахровые — 5 %, полумахровые — 2 %, японские — 18 %.
- Коллекция ирисов представлена садовыми группами высоких бородатых, карликовых, японских и сибирских ирисов, а также более чем 20 таксонами ирисов природной флоры.
- Коллекция лилейников насчитывает 7 видов и 69 сортов лилейника гибридного, относящихся к группе лилейников с отмирающими на зиму листьями.

## Периодические издания
- Журнал «Botanica Pacifica: a journal of plant science and conservation»; ISSN 2226-4701 (Print), ISSN 2410-3713 (Online); язык — английский; периодичность 2 раза в год, индексируется в Российском индексе научного цитирования, BIOSIS, Scopus, CAB Abstracts

- Электронный журнал «Бюллетень Ботанического сада-института ДВО РАН»; ISSN 2222-5579 (Online); язык — русский; периодичность 2 раза в год